# Šalje
Šalje (izv. Shalla), jedno od plemena (fis) Gega iz skupine Malisora brđana ili planinaca iz sjeveroistočne Albanije (Malesija)susjedi plemena Nikaj i Šoši, odakle su mnogi iselili u Sandžak gdje su osnovali više sela. Prema tradiciji među tim selima je i Koniče kod Tutina, podno planine Jarut gdje su došli početkom 18. stoljeća. Danas ih u Koniću ima oko 300, ali ih je prije bilo znatno više, jer su se mnogi raselili od 1957 do 1966. uglavnom preko Makedonije u Tursku a kasnije i razne dijelove svijeta. 
Šalje iz Koniča poznati su po izradi drvenog posuđa i pribora za jelo (žlica), grablji, vila, šindre, vijače i drugo koje su prodavali po tržnicama u Tutinu, Rožaju, Novom Pazaru, Delimeđi, Dugim Poljanama, Sjenici i drugdje.
Malisori su poglavito kršćanske vjere ali kod plemena Šalja ima i muslimana. Šalje se dovodi u vezu s plemenima Beriša i Kastrati navodeći su da su porijeklom od tri brata i da su srodni s crnogorskim plemenom Kučima. Kao predak Šaljana navodi se Šako.